# Коркодинов, Иван Михайлович
Князь Иван Михайлович Коркодинов — воевода, окольничий и боярин во времена правления Алексея Михайловича, Фёдора Алексеевича, правительницы Софьи Алексеевны, Ивана V и Петра I Алексеевичей.
Из княжеского рода Коркодиновы. Старший сын князя и воеводы Михаила Ивановича Коркодинова. Имел братьев князей и стольников: Алексея, Андрея и Фёдора Михайловичей.

## Биография
В 1636-1640 годах стряпчий. В 1658-1676 годах стольник. В ноябре 1659 года послан от Государя в Новгород к боярину и князю Куракину, в Псков к князю Хованскому и на шведский съезд к боярину и князю Прозоровскому с известием о разбитии под Вильно и пленении гетмана Александра Гонсевского, а также об иных делах и государственных наказах. В мае 1660 года был четвёртым стольником в Грановитой палате за государевым столом для приношения боярам питья, при грузинском царевиче Николае Давыдовиче. В 1664 году воевода в Ваге. В 1671-1674 годах воевода в Астрахани.  В 1673 году Г.К. Хрущёв с братьями местничал с князем Иваном Михайловичем, на что был "сказан" указ, что они местничают "не познав меры своей". В январе 1682 года был шестьдесят вторым в Боярской думе и подписал Соборное уложение об отмене местничества. В 1681-1686 годах показан в окольничих. В 1691-1692 годах показан бояриным. При царях Иване V и Петре I показан пятьдесят восьмым бояриным.

## Семья
Женат дважды:
1. Колычева Елена Алексеевна (ум. 1662) — дочь Алексея Дмитриевича Немятого-Колычева.
2. Переносова Федосья Ивановна (с 1667) — дочь Ивана Переносова.

- Княжна Евдокия (Авдотья) Ивановна — жена окольничего Семёна Ивановича Языкова.